# Michael Fraenkel
Pour les articles homonymes, voir Fraenkel.
Michael Fraenkel (1896-1957) est un écrivain, poète, éditeur et critique littéraire américain.

## Biographie
Originaire de Lituanie (alors située dans l'Empire russe), les parents de Michael Fraenkel s'établissent à New York en 1902. Jeune garçon, il fait des petits boulots dès l'âge de six ans, vendant des confiseries et des journaux aux ouvriers des usines.
Entre 1916 et 1926, devenu courtier puis représentant de commerce, il vend des livres anciens et des encyclopédies — il réussit bien dans ce métier, investissant ses revenus dans la bourse. En 1926, il effectue un premier voyage à Paris. L'année suivante il publie des poèmes dans la revue Transition fondée à Paris par Eugène Jolas, ainsi que des études critiques dans The Virginia Quarterly Review. En 1928, il vit à Vézelay, dans une institution appelée « Maison de Carrefour », où enseigne son épouse, Blanche, une française originaire de cette région ; ils ont deux enfants.
Fin 1929, il revient à Paris ; le krach boursier a durement entamé ses économies. En 1930, il fonde avec l'éditeur et poète américain expatrié Walter Lowenfels (en), Carrefour Editions ; ils sont gagnés aux idées socialistes et ouverts aux avants-garde littéraires. Leur premier ouvrage s'intitule Anonymous: The Need for Anonymity, et paraît sans nom d'auteur. Ce manifeste promeut le devoir d'anonymat dans la création littéraire afin d'éviter la compétition et l'aliénation des créateurs. Cette maison va durer moins de dix ans, et Lowenfels la quitte en 1934 pour repartir en Amérique. Fraenkel y publie un essai, Bastard Death: The Autobiography of an Idea, en 1936, dans lequel pour la première fois apparaît l'extrait d'une lettre de Henry Miller. 
Miller et Fraenkel se sont rencontrés à Paris. Il est l'un des premiers à conseiller Miller sur son manuscrit qui deviendra Tropique du Cancer (1934), dans lequel il apparaît transposé sous le nom de « Boris ». Le duo publie des ouvrages, installé au 18 villa Seurat. Ce lieu est le rendez-vous de nombreux écrivains et artistes américains, parmi lesquels le cercle qui gravite auteur de la revue Transition, ainsi que E. E. Cummings et Anaïs Nin. Au début de leur rencontre, Miller, Lowenfels et Fraenkel se qualifiaient de « New Instinctivists », et cherchaient à déconstruire la poésie et la fiction.
Vers 1932, en partie ruiné, Fraenkel rejoint le continent américain, divorce de sa première épouse et reprend son métier de vendeur de livres anciens. Il poursuit l'aventure éditoriale de Carrefour. Il voyage en Chine et aux Philippines dans le cadre de son travail. Il revient à Paris en 1934 et se réinstalle au 18 villa Seurat. L'année suivante, Miller, Alfred Perlès et lui conçoivent le projet Hamlet qui va durer quatre ans. En 1938, resté en contact avec Miller via Emil Schnellock alors qu'il se trouve à Puerto Rico, Fraenkel édite sous la raison sociale Carrefour, les deux volumes de correspondance avec Miller sous le titre Hamlet, le premier sort en 1939, et le second en 1941 : salué par Harold Rosenberg, ce travail met en lumière pour la première fois le talent épistolier de Miller et son long combat pour devenir un écrivain à part entière et se forger un style et une voix singulière.
Durant la guerre, Fraenkel vit principalement à Mexico, puis se fixe à Londres, où il fonde une autre structure appelée « Édition du Laurier » tout en occultant peu à peu Carrefour Press. Il épouse en secondes noces la britannique Daphne Moschos Gillam. En 1945, il se rapproche de la revue Variété fondée à Paris par Jacques Dopagne, et de Bern Porter, lequel poursuit une activité d'éditeur en Californie avec Miller.
Après la mort de Fraenkel en 1957, son épouse Daphne poursuit l'activité de la maison Carrefour : Henry Miller se plaindra de n'avoir jamais reçu d'argent sur les droits du Hamlet. 
Une partie de ses archives et de sa correspondance se trouve à la Beinecke Rare Book and Manuscript Library et à la Julian Edison Department of Special Collections de l'Université Washington de Saint-Louis.

## Ouvrages publiés
- [anonyme] (en) Anonymous: The Need for Anonymity, écrit avec Walter Lowenfels, Paris, Carrefour Edition [1930].
- [anonyme] (en) Werther's Younger Borther: The Story of an Attitude, New York / Paris, Carrefour, 1931.
- (en) Bastard Death: The Autobiography of an Idea, Paris, Carrefour, 1936.
- (en) Death is Not Enough: Essays in Active Negation, Londres, The C. W. Daniel Co., Ltd, 1939.
- (en) Hamlet, correspondance avec Henri Miller, vol. I, Santurce (PR), Carrefour, 1939.
- (en) Hamlet, correspondance avec Henri Miller, vol. II, New York, Carrefour, 1941.
- [collectif] (en) The Happy Rock: A Book About Henry Miller, Berkeley, Bern Porter, 1945.
- (en) Land of the Quetzal, New York, Alicat Book Shop, 1946.
- (en) The Genesis of the Tropic of Cancer, Berkeley, Bern Porter, 1946.
- (en) The Day Face and the Night Face, New York, Irving Stettner, 1947.
- (en) Death in a Room (Poems, 1927-1930), Waco, Motive, 1947.